# Dalbergia sambesiaca
Dalbergia sambesiaca là một loài đậu thuộc họ Đậu. Nó chỉ được tìm thấy tại Mozambique.